# Повсаты (Дятловский район)
Повсаты́ (бел. Паўсаты) — деревня в Даниловичском сельсовете Дятловского района Гродненской области Республики Беларусь. По переписи населения 2009 года в Повсатах проживали 2 человека.

## История
В 1909 году Повсаты — деревня в Кошелёвской волости Новогрудского уезда Минской губернии (17 дворов, 102 жителя).
В 1921—1939 годах Повсаты находились в составе межвоенной Польской Республики. В 1923 году в Повсатах было 16 хозяйств, 70 жителей. В сентябре 1939 года Повсаты вошли в состав БССР.
В 1996 году Повсаты входили в состав Торкачёвского сельсовета и колхоза «Беларусь». В деревне насчитывалось 11 хозяйств, проживали 20 человек.
13 июля 2007 года вместе с другими населёнными пунктами упразднённого Торкачёвского сельсовета Повсаты были переданы в Даниловичский сельсовет.